# Дьянь, Амар
Мохамед Амар Диддо Дьянь (дат. Mohamed Amar Diddo Diagne; 2 января 2006, Сёборг) — датский футболист, полузащитник клуба «Ольборг».

## Клубная карьера
Амар Дьянь начал свою карьеру в клубе GVI, затем перешёл в академию «Копенгагена», где в 15 лет сыграл за резервную команду. После того как не смог пробиться в состав до 19 лет, покинул клуб.
В январе 2024 года он подписал контракт с «Ольборгом», а 2 июня дебютировал в победном (4:1) матче против «Вендссюселя» в Первом дивизионе Дании, отдав голевую передачу.
В июле 2024 года его перевели в основной состав, и 18 августа он дебютировал в датской Суперлиге в победном (3:1) матче против «Брондбю».